# دیماگ
دیماگ (انگلیسی: Demag) شرکت صنایع سنگین آلمانی است، که در سال ۱۹۱۰ تأسیس شد.